# 5-Methoxy-N,N-dimethyltryptamin
5-Methoxy-N,N-dimethyltryptamin (5-MeO-DMT) ist eine chemische Verbindung aus der Stoffgruppe der Tryptamine mit 5-Methoxyindol als Strukturelement. Es wirkt als nicht selektiver Serotoninrezeptoragonist (5-HT2-Rezeptoren) und als psychedelisches Halluzinogen.

## Vorkommen

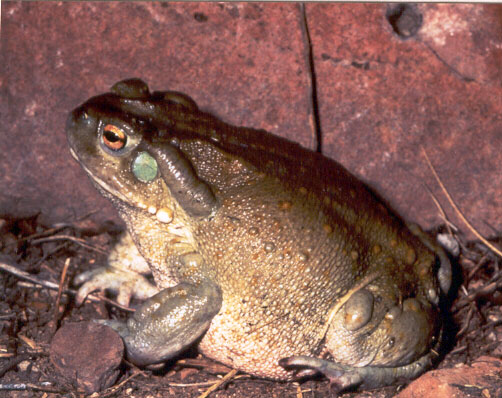
Bufo alvarius

5-MeO-DMT kommt natürlich in den Samen und der Rinde von Anadenanthera peregrina (Yopo) vor. Weiterhin sezerniert die Echte Kröte Bufo alvarius 5-MeO-DMT  in größeren Mengen. Mehrere Studien fanden 5-MeO-DMT im menschlichen Blut, Urin und im Liquor cerebrospinalis. Ob dieses endogenen Ursprungs war oder z. B. durch Nahrung aufgenommen wurde, konnte nicht abschließend geklärt werden.

## Klinische Entwicklung
5-MeO-DMT wird in klinischen Studien von der Firma GH Research entwickelt, um mögliche therapeutische Wirkungen bei Patienten mit behandlungsresistenten Depressionen (TRD) zu prüfen. GH Research hat eine klinische Studie mit gesunden Freiwilligen durchgeführt und eine Studie bei Patienten mit behandlungsresistenten Depressionen ist mit Stand Oktober 2020 aktiv.

## Rechtsstatus
5-MeO-DMT ist in der Bundesrepublik Deutschland aufgrund seiner Aufführung in der Anlage I des BtMG ein nicht verkehrsfähiges Betäubungsmittel. 